# 自由日 (南非)
自由日是南非的一个公共假日，定在每年的4月27日。
自由日是为了庆祝南非1994年废除种族隔离制度之后，人民获得政治自由和进行了南非历史上第一次不分種族的選舉而设立的节日。这次大选，凡是南非年满18岁的国民，不分种族，都具有投票权。而在此之前，在种族隔离制度统治下，南非的非白种人在大选中投票只有有限的权利。另外，一些团体和社会运动的另一个版本的自由日叫做非自由日（UnFreedom Day），他们以这种方式来提醒人们关注那些仍然生活在社会底层，仍然贫穷的人。